# Маєток Олександра Терещенка
Має́ток Олекса́ндра Тере́щенка розташований на розі вулиць Антоновича й Скоропадського. Яскравий зразок київських особняків кінця XIX сторіччя, виразний акцент у забудові навколо парка імені Тараса Шевченка. Один із перших київських будинків, який обладнали ліфтом.
Рішенням виконавчого комітету Київської міськради народних депутатів № 1804 від 22 листопада 1982 року садиба внесена до обліку пам'яток архітектури та містобудування.

## Історія

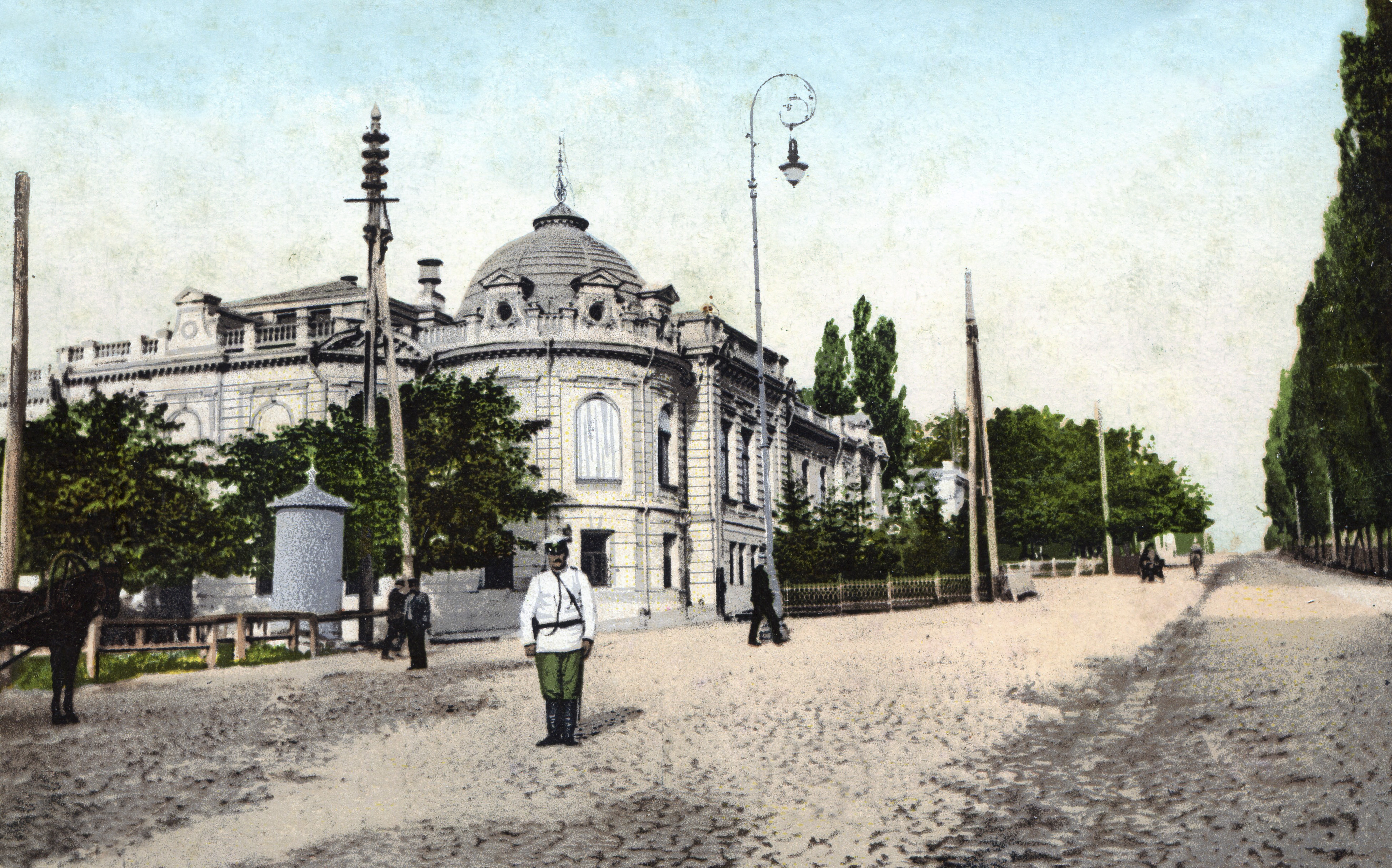
Особняк Олександра Терещенка на Караваївській вулиці, 1900-і роки

У другій половині XIX сторіччя на розі тодішніх вулиць Ковальської й Караваївської розташовувались півтораповерховий будинок із мезоніном, одноповерхові флігель і службовий будинок. 1876 року до флігеля з боку вулиці Антоновича добудували двоповерхову цегляну споруду з мезоніном. У садибі був фруктовий сад зі 100 фруктовими деревами.
Станом на 1866 рік наріжна ділянка належала губернському секретарю І. Манжалі. 1869 року її придбала дружина генерал-майора Г. Горлова. Навесні 1893 року ділянку викупив підприємець, доброчинець Олександр Терещенко (1856—1911). Новий власник одразу розпочав будівництво розкішного особняка на 33 кімнати за проєктом архітектора Петра Бойцова. Будівництво завершено 1898 року.

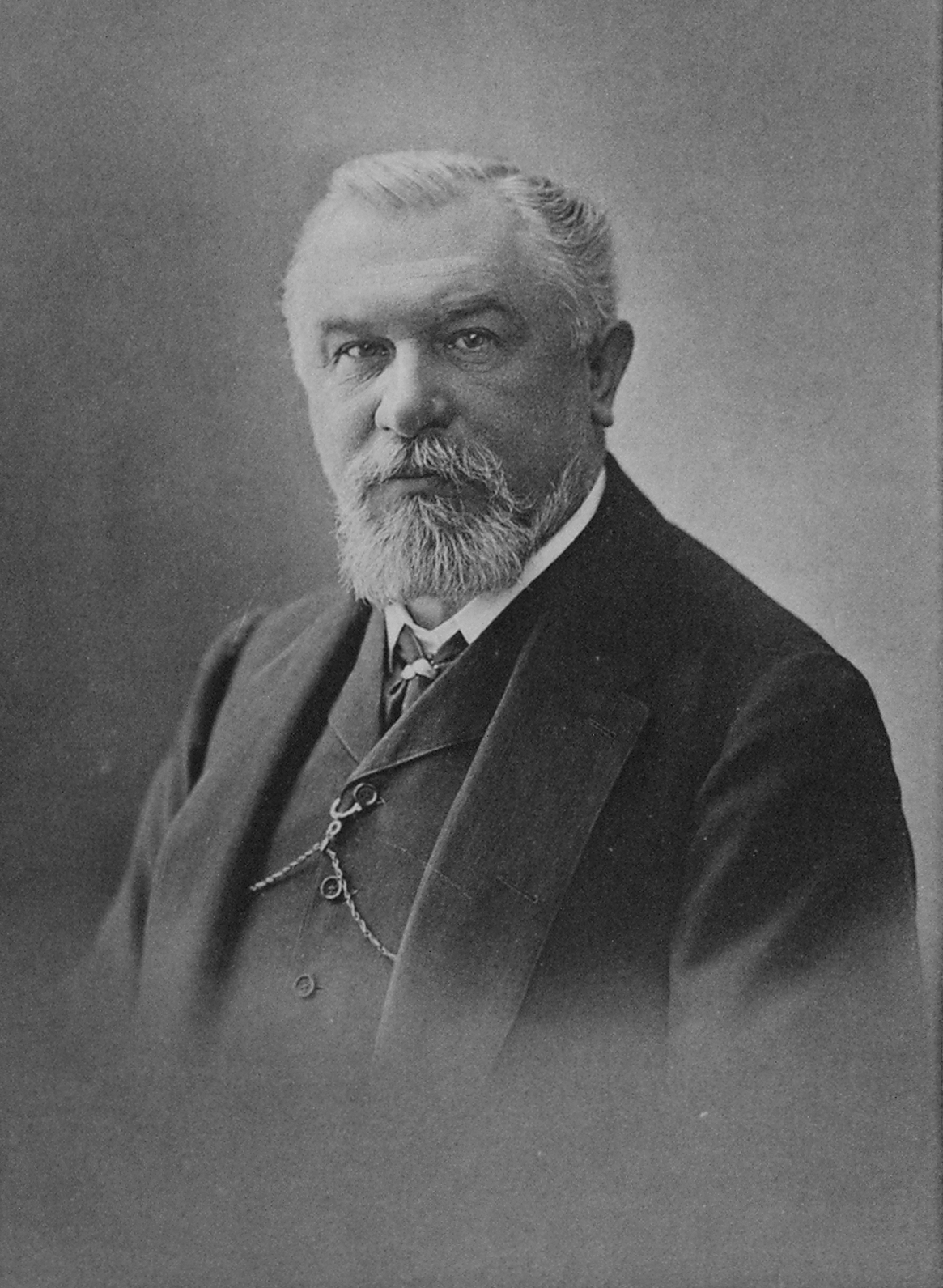
Власник особняка Олександр Терещенко

У 1899—1910 роках Олександр Терещенко збільшив свої володіння внаслідок придбання сусідніх садиб: ділянки № 4 площею 3095 м² на сучасній вулиці Антоновича у професора Миколи Ренненкампфа, ділянки № 6 у вдови О. Алексєєвої, садиби № 9 на сучасній вулиці Толстого у нащадків колишнього міського голови Івана Толлі. Загальна площа садиби Терещенка становила 12 983 м².
1920 року особняк націоналізувала радянська влада. У будинку тимчасово зберігали картини, звезені з розгромлених більшовиками київських особняків, зокрема із садиби українського художника Олександра Мурашка.
З 1920 року в особняку містився Київський рентгенорадіологічний інститут.
1969 року приміщення передали Національній науковій медичній бібліотеці. За словами генеральної директорки бібліотеки Раїси Павленко, будівлі перебували у вкрай занедбаному стані. Колектив закладу, щоб врятувати її від знищення, спочатку вибивав дозвіл і кошти у радянського уряду на реконструкцію, а згодом впродовж десять років боровся за надання особняку охоронного статусу. У 1969—1971 роках за проєктом фахівців інституту «Укрпроєктреставрація» здійснили капітальний ремонт будинку і відновлення інтер'єрів.
У 1990-х роках з'явився проєкт зведення на місці особняка 15-поверхової будівлі. Однак колективу бібліотеки вдалось відстояти будівлю.
Станом на 2019 рік стара будівля знову потребує ремонту. У листопаді почав обвалюватись балкон.
Щосереди по бібліотеці проводяться оглядові екскурсії.

### Відомі мешканці
У 1898—1911 роках в особняку мешкав Олександр Терещенко. Після його смерті майно перейшло у володіння його дружині Єлизаветі Володимирівні й у власність — синові Миколі.
1918 року у трикімнатний квартирі № 2 на другому поверсі мешкав політичний i державний діяч Павло Христюк (1890—1941). Чотирикімнатну квартиру № 3 знімав член Української партії есерів, співробітник газети «Нова Рада», директор адміністративно-політичного департаменту МВС УНР Юрій Гаєвський (1887—?).
У жовтні 1941 — лютому 1942 року у квартирі № 56 мешкала Олена Теліга зі своїм чоловіком
Михайлом Яковичем.

## Архітектура

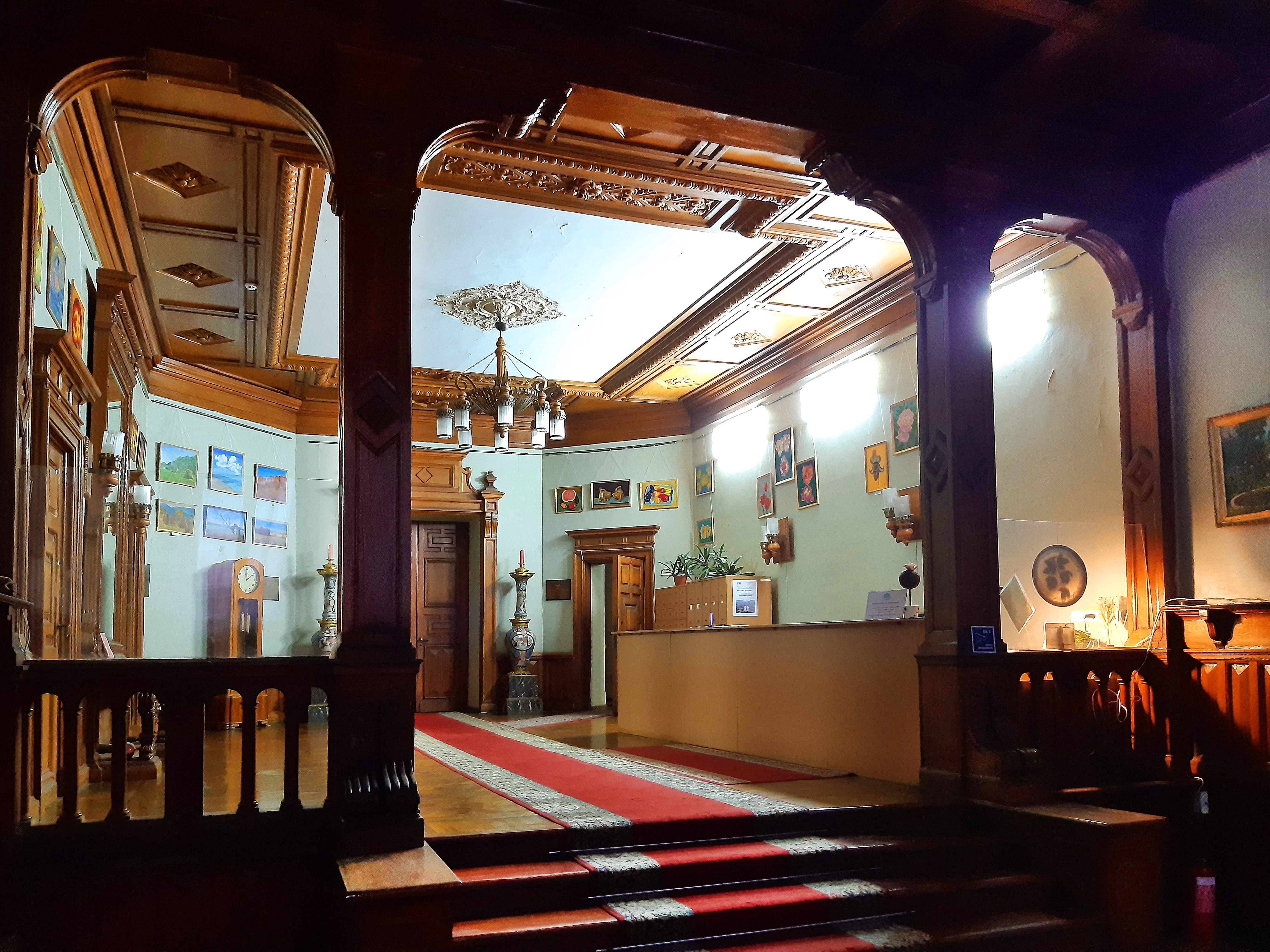
Хол

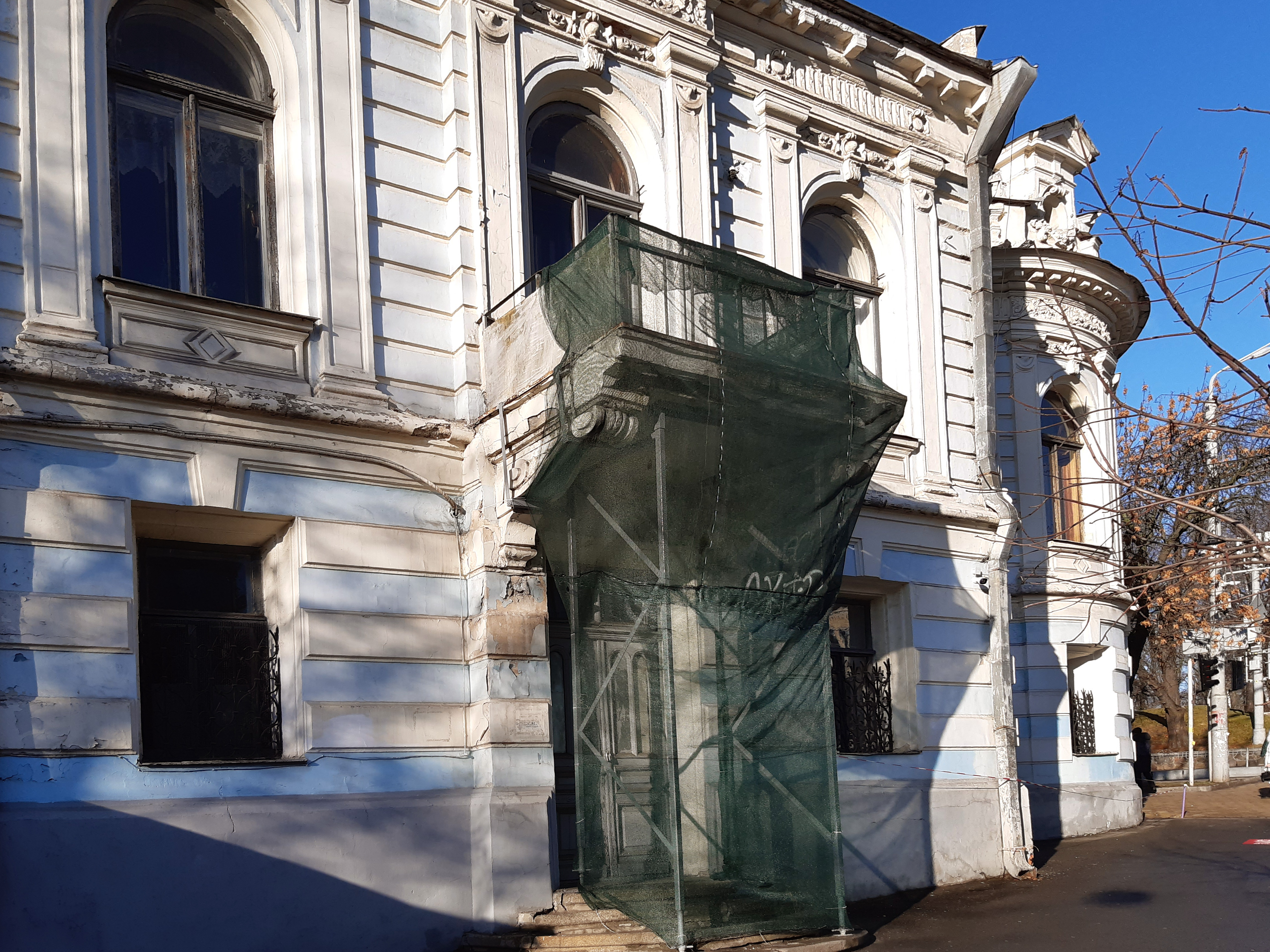
Руйнація балкону, 2019 рік

Міська садиба складається з особняка та двох флігелів і невеликого саду, який відокремлений від вулиці Антоновича металевою ажурною огорожею. У подвір'я з вулиці Толстого веде парадна брама. Флігелі з'єднуються з головним будинком переходом, що спирається на трипрогінну арку.
Особняк — цегляний, тинькований, квадратний у плані будинок із ризалітами і заокругленим наріжжям, увінчаним не автентичною сферичною банею. Будівля має бляшаний вальмовий дах складної форми зі світловим ліхтарем. З півночі (з боку вулиці Толстого) має один поверх на цокольному напівповерсі, зі сходу (з боку вулиці Антоновича) — два.
У будинку налічувалося 33 кімнати. Будівля була обладнана електрикою, паровим опаленням і — вперше в Києві — двома ліфтами для підйому з підвалу продуктів на кухню.
В оформленні будівлі використані характерні для неоренесансної архітектури півциркульні прорізи, рустування, ордер. До необарокових мотивів належать пишний антаблемент із ліпленням у фризі, люкарна, розкріповка карниза тощо.
Композиція асиметрична. Будівлю акцентує наріжжя. Чолові фасади декоровано рустом. Домінантою північного фасаду виступає парадний вхід зі сходами. Розірваний фронтон над арковим порталом фланкований доричними колонами і пілястрами з композитними капітелями. Вісь східного фасаду підкреслена ризалітом із входом і балконом.
В інтер'єрі збереглися старовинні меблі, сейф, дзеркало Терещенка, дерев'яне різьблення стелі, китайські вази XVIII століття.
Гвинтові сходи вели на хори, де для власника грали музики.
Золота зала прикрашена позолоченою ліпниною. Станом на 1969 рік стеля перебувала в аварійному стані. Щоб вона не обвалилася, її підперли вісьмома стовпами.
Поруч у наріжній частині розташована зелена зала, яка, ймовірно, була будуаром дружини Терещенка Єлизавети Володимирівни.
У холі з радянської доби проводять художні виставки. Однією з перших була виставка творів Івана Марчука.
Цегляні флігелі споруджені на межі XIX—ХХ сторіч. В одному з них жила прислуга. У ньому також містилися комори, льохи і пральня. На першому поверсі іншого флігеля були стайня, екіпажна, на другому — приміщення для прислуги.

## Галерея

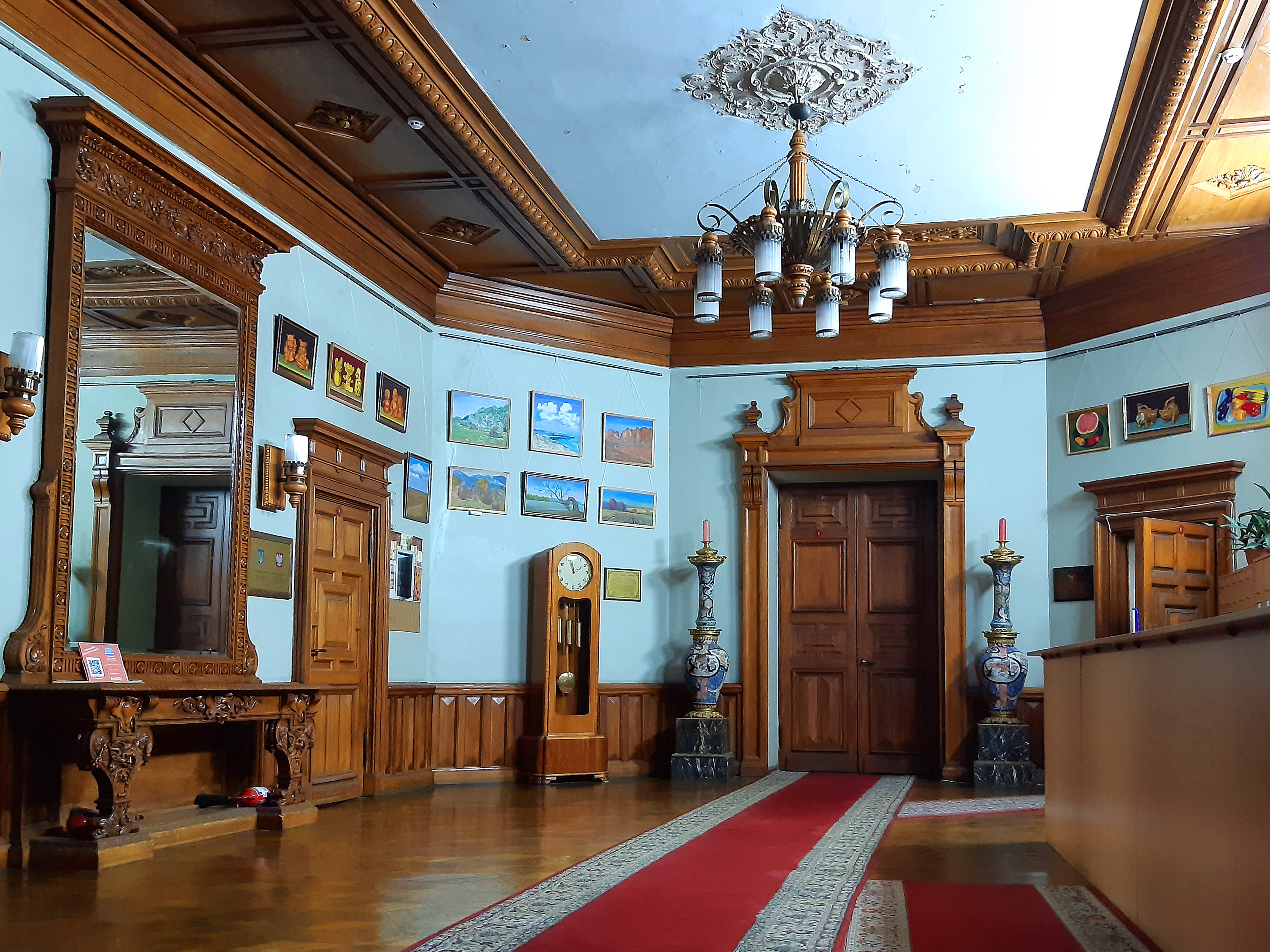
Старовинні китайські вази, дзеркало і дзигар із боєм у холі
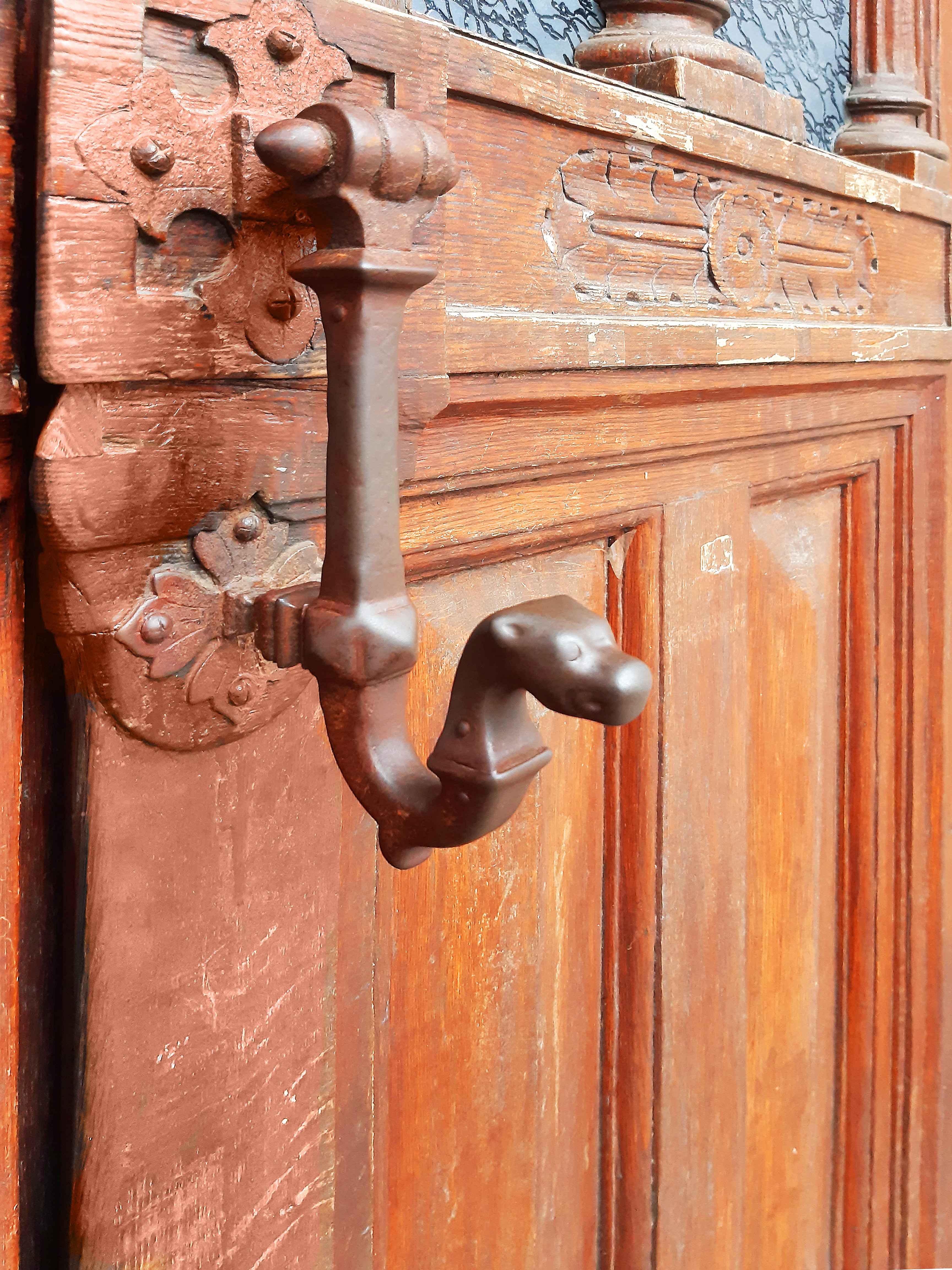
Клепало (для стукання у двері)
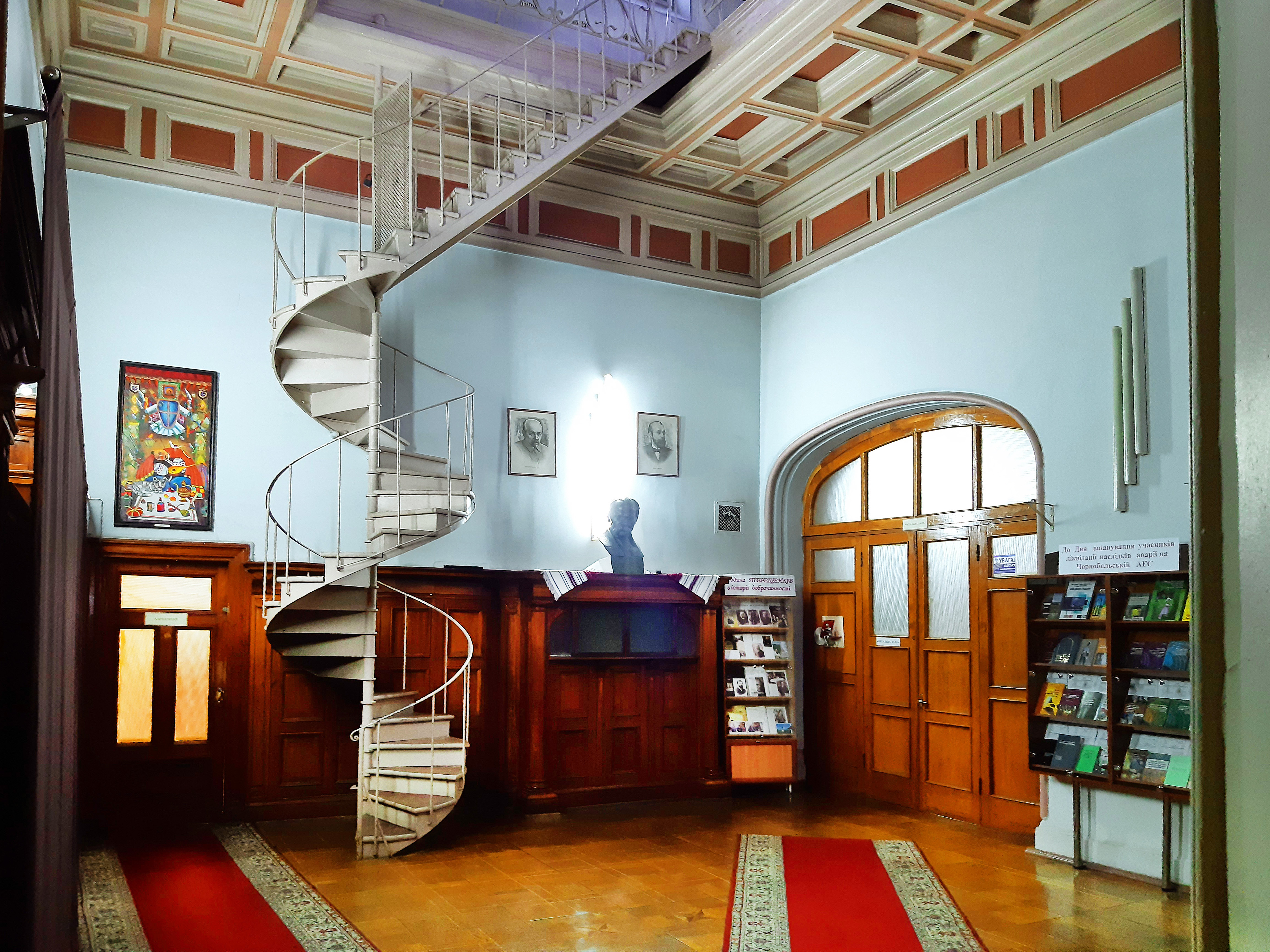
Гвинтові сходи на хори (виставкова зала)